# Distretto di Bhaktapur
Il distretto di Bhaktapur è un distretto del Nepal, in seguito alla riforma costituzionale del 2015 fa parte della provincia di Bagmati.  
Il capoluogo è Bhaktapur.
Il territorio del distretto si trova in una vasta zona pianeggiante nota come Valle di Katmandu, ed ha un'altitudine che varia fra 1.300 e 2.000 m s.l.m. La zona è attraversata dal fiume Hanumante, affluente di sinistra del Bagmati che dà il nome alla zona amministrativa.
Il principale gruppo etnico presente nel distretto sono i Newar.
Secondo i dati pubblicati nel 2004 dal Programma delle Nazioni Unite per lo sviluppo (UNDP) il distretto di Bhaktapur risulta essere al secondo posto nel Nepal nell'Indice di sviluppo umano.

## Municipalità
Il distretto è suddiviso in quattro municipalità.
- Bhaktapur
- Changunarayan
- Madhyapur Thimi
- Suryabinayak